# Monastîr-Derejîțkîi, Drohobîci
Monastîr-Derejîțkîi (în ucraineană Монастир-Дережицький) este un sat în comuna Derejîci din raionul Drohobîci, regiunea Liov, Ucraina.

## Demografie
Componența lingvistică a localității Monastîr-Derejîțkîi
     Ucraineană (98,39%)
     Rusă (1,21%)
     Alte limbi (0,4%)
Conform recensământului din 2001, majoritatea populației localității Monastîr-Derejîțkîi era vorbitoare de ucraineană (98,39%), existând în minoritate și vorbitori de rusă (1,21%).